# Raheem Morris
Raheem Morris (* 3. September 1976 in Irvington, New Jersey) ist ein US-amerikanischer American-Football-Trainer und derzeit Head Coach der Atlanta Falcons. Zuvor war er von 2009 bis 2011 der Head Coach der Tampa Bay Buccaneers in der National Football League (NFL).

## Karriere
Morris studierte an der Hofstra University und assistierte danach als Trainer im Footballteam, in dem er zuvor selbst College Football gespielt hatte. Danach trainierte er die Defense der Tampa Bay Buccaneers. 2006 war er für ein Jahr Defensive Coordinator an der Kansas State University. Danach ging er wieder zurück zu den Buccaneers und übernahm 2009 das Traineramt von Jon Gruden. Er war bei Amtsübernahme der jüngste Headcoach der NFL. Am 2. Januar 2012 wurde er nach drei Spielzeiten entlassen, nachdem die Buccaneers die letzten 10 Spiele der Saison verloren hatten. Mit Morris als Head Coach gewann Tampa 17 Spiele und verlor 31 Partien. Nach der Entlassung von Dan Quinn war Morris 2020 interimsweise Head Coach der Atlanta Falcons, zuvor war er Defensive Coordinator. Von 2021 bis 2023 war er Defensive Coordinator der Los Angeles Rams. Mit diesen gewann er Super Bowl LVI.
Am 25. Januar 2024 gaben die Atlanta Falcons Morris als 19. Head Coach der Franchise bekannt.